# Tsai Ching-jung
Tsai Ching-jung (* 17. Januar 2000) ist eine taiwanische Leichtathletin, die sich auf den Hochsprung spezialisiert hat.

## Sportliche Laufbahn
Erste internationale Erfahrungen sammelte Tsai Ching-jung bei den Juniorenasienmeisterschaften 2016 in der Ho-Chi-Minh-Stadt, bei denen sie mit 1,71 m die Bronzemedaille gewann. 2017 wurde sie bei den Jugendasienmeisterschaften in Bangkok mit übersprungenen 1,69 m Vierte. 2018 nahm sie erneut an den Juniorenasienmeisterschaften in Gifu teil, bei denen sie mit 1,78 m die Silbermedaille hinter der Irakerin Maryam Abdulelah gewann. Damit qualifizierte sie sich für die U20-Weltmeisterschaften in Tampere, bei denen sie mit 1,80 m in der Qualifikation ausschied. Ende August nahm sie erstmals an den Asienspielen in Jakarta teil und belegte dort mit 1,75 m den geteilten neunten Rang. Im Jahr darauf übersprang sie bei den Asienmeisterschaften in Doha 1,75 m und erreichte damit Platz acht. Anschließend gelangte sie bei der Sommer-Universiade in Neapel das Finale, in dem sie mit 1,75 m den zwölften Platz belegte.
2018 wurde Tsai taiwanische Meisterin im Hochsprung. Sie studiert an der National Taiwan Sport University.